# Lejeunea boryana
Lejeunea boryana là một loài Rêu trong họ Lejeuneaceae. Loài này được Mont. mô tả khoa học đầu tiên năm 1838.